# Felton Spencer
Felton LaFrance Spencer (Louisville, 15 gennaio 1968 – Louisville, 12 marzo 2023) è stato un cestista statunitense, professionista nella NBA.

## Carriera
Venne selezionato dai Minnesota Timberwolves al primo giro del Draft NBA 1990 (6ª scelta assoluta).

## Statistiche

### College
| Anno      | Squadra              | PG  | PT | MP   | TC%  | 3P% | TL%  | RP  | AP  | PRP | SP  | PP   |
| --------- | -------------------- | --- | -- | ---- | ---- | --- | ---- | --- | --- | --- | --- | ---- |
| 1986-1987 | Louisville Cardinals | 31  | 1  | 11,5 | 55,1 | -   | 49,2 | 2,7 | 0,4 | 0,1 | 0,6 | 3,8  |
| 1987-1988 | Louisville Cardinals | 35  | -  | 15,2 | 59,2 | -   | 64,0 | 4,2 | 0,5 | 0,2 | 0,5 | 7,4  |
| 1988-1989 | Louisville Cardinals | 33  | 4  | 17,6 | 60,7 | -   | 73,3 | 5,1 | 0,6 | 0,4 | 0,9 | 8,2  |
| 1989-1990 | Louisville Cardinals | 35  | 35 | 28,4 | 68,1 | -   | 71,6 | 8,5 | 1,3 | 0,7 | 2,0 | 14,9 |
| Carriera  | Carriera             | 134 | 40 | 18,4 | 62,8 | -   | 67,6 | 5,2 | 0,7 | 0,4 | 1,0 | 8,7  |

### NBA

#### Regular Season
| Anno      | Squadra            | PG  | PT  | MP   | TC%  | 3P% | TL%  | RP  | AP  | PRP | SP  | PP  |
| --------- | ------------------ | --- | --- | ---- | ---- | --- | ---- | --- | --- | --- | --- | --- |
| 1990-1991 | Minnesota T'wolves | 81  | 46  | 25,9 | 51,2 | 0,0 | 72,2 | 7,9 | 0,3 | 0,6 | 1,5 | 7,1 |
| 1991-1992 | Minnesota T'wolves | 61  | 54  | 24,3 | 42,6 | -   | 69,1 | 7,1 | 0,9 | 0,4 | 1,3 | 6,6 |
| 1992-1993 | Minnesota T'wolves | 71  | 48  | 18,3 | 46,5 | -   | 65,4 | 4,6 | 0,2 | 0,3 | 0,9 | 4,1 |
| 1993-1994 | Utah Jazz          | 79  | 79  | 28,0 | 50,5 | -   | 60,7 | 8,3 | 0,5 | 0,5 | 0,8 | 8,6 |
| 1994-1995 | Utah Jazz          | 34  | 34  | 26,6 | 48,8 | -   | 79,3 | 7,6 | 0,5 | 0,4 | 0,9 | 9,3 |
| 1995-1996 | Utah Jazz          | 71  | 70  | 17,8 | 52,0 | -   | 68,9 | 4,3 | 0,3 | 0,2 | 0,8 | 5,6 |
| 1996-1997 | Orlando Magic      | 1   | 1   | 19,0 | 100  | -   | -    | 6,0 | 1,0 | 0,0 | 0,0 | 4,0 |
| 1996-1997 | G.S. Warriors      | 72  | 64  | 21,4 | 48,6 | -   | 58,4 | 5,7 | 0,3 | 0,5 | 0,7 | 5,1 |
| 1997-1998 | G.S. Warriors      | 68  | 0   | 12,0 | 45,7 | -   | 55,7 | 3,3 | 0,3 | 0,3 | 0,5 | 2,4 |
| 1998-1999 | G.S. Warriors      | 26  | 0   | 6,1  | 45,5 | -   | 46,2 | 1,8 | 0,0 | 0,2 | 0,4 | 1,6 |
| 1999-2000 | San Antonio Spurs  | 26  | 0   | 5,7  | 45,5 | -   | 66,7 | 1,5 | 0,1 | 0,2 | 0,3 | 1,9 |
| 2000-2001 | N.Y. Knicks        | 18  | 0   | 6,3  | 60,0 | -   | 60,0 | 1,9 | 0,1 | 0,1 | 0,1 | 2,2 |
| 2001-2002 | N.Y. Knicks        | 32  | 8   | 7,8  | 23,1 | -   | 51,5 | 1,6 | 0,1 | 0,2 | 0,3 | 0,9 |
| Carriera  | Carriera           | 640 | 404 | 19,2 | 48,4 | 0,0 | 65,8 | 5,4 | 0,3 | 0,4 | 0,8 | 5,2 |

#### Playoffs
| Anno     | Squadra     | PG | PT | MP   | TC%  | 3P% | TL%  | RP  | AP  | PRP | SP  | PP  |
| -------- | ----------- | -- | -- | ---- | ---- | --- | ---- | --- | --- | --- | --- | --- |
| 1994     | Utah Jazz   | 16 | 16 | 30,8 | 44,8 | -   | 66,0 | 8,4 | 0,4 | 0,2 | 1,3 | 7,9 |
| 1996     | Utah Jazz   | 18 | 18 | 15,3 | 43,4 | 0,0 | 55,6 | 3,0 | 0,1 | 0,3 | 1,2 | 2,8 |
| 2001     | N.Y. Knicks | 2  | 0  | 2,0  | -    | -   | -    | 0,0 | 0,0 | 0,0 | 0,0 | 0,0 |
| Carriera | Carriera    | 36 | 34 | 21,4 | 44,3 | 0,0 | 64,4 | 5,3 | 0,3 | 0,2 | 1,2 | 4,9 |

## Palmarès
- NBA All-Rookie Second Team (1991)